# Emissionsgasanalyse

Freigesetzte Gase einer erhitzten Mars-Gesteinsprobe in Abhängigkeit von der Temperatur

Die Emissionsgasanalyse oder Emissionsgasthermoanalyse (engl. evolved gas analysis, EGA) ist eine Methode der Thermischen Analyse bei der eine Probe eine Temperaturänderung erfährt und dabei freiwerdende Gase analysiert werden. Wird  die Menge gasförmiger Freisetzung lediglich aufgezeichnet, ohne diese qualitativ zu analysieren, so spricht man von einer Emissionsgasdetektion (engl. evolved gas detection, EGD).
Die EGA eignet sich zur Messung von Verbrennungsprozessen, Zersetzungsreaktionen oder Entgasungsprozessen.
Zur Analyse der emittierten Gase werden vorwiegend FTIR-Spektrometer, Gaschromatographen oder Massenspektrometer eingesetzt. Kombinationen der Analysengeräte ermöglichen dabei Nachteile einzelner Methoden zu beseitigen.
Die Emissionsgasanalyse wird in der Regel mit weiteren thermischen Analyseverfahren kombiniert.